# Acace de Séleucie
Pour les articles homonymes, voir Acace.
Acace de Séleucie (Akak, Aqaq) était un disciple d'Ibas d'Édesse, qui devint patriarche de l'Église de l'Orient (de 484 à 497) et y officialisa le « nestorianisme » (ou plutôt la doctrine de Théodore de Mopsueste).

## Biographie
Apparenté au catholicos Babowaï, il fut élève de l'école d'Édesse, puis en fut chassé, comme Barsauma et Narsaï, par le triomphe du monophysisme en Syrie. Revenu en Perse, il enseigna à Séleucie-Ctésiphon auprès de Babowaï, et soutint celui-ci contre le parti de Barsauma.
Il succéda à Babowaï à la mort de celui-ci en 484, prenant la place que Barsauma espérait. Les partisans de celui-ci tentèrent de le discréditer en l'accusant d'adultère, mais il les réfuta en se mettant nu et en montrant qu'il était eunuque. Barsauma finit par se soumettre à lui au synode de Beth 'Adrai en 485.
Il présida le synode de 486 qui confirme les orientations du Concile de Beth Lapat, la théologie de Théodore de Mopsueste comme doctrine officielle de l'Église de l'Orient, institution du mariage des évêques et de tous les clercs, et condamnation du monophysisme.
Il fut envoyé comme ambassadeur à Constantinople par le roi Valash (donc, avant 488), et, devant le patriarche Acace de Constantinople, s'y déclara étranger à la doctrine de Nestorius, acceptant de l'anathématiser. Le patriarche exigea également de lui qu'il excommunie Barsauma.
La Chronique de Séert indique qu'il fut emprisonné un temps pour s'être opposé au clergé des Mages. Il mourut en 497 et fut enseveli à Hira. Babowaï II lui succéda en 498.